# Кафедра (возвышение для оратора)

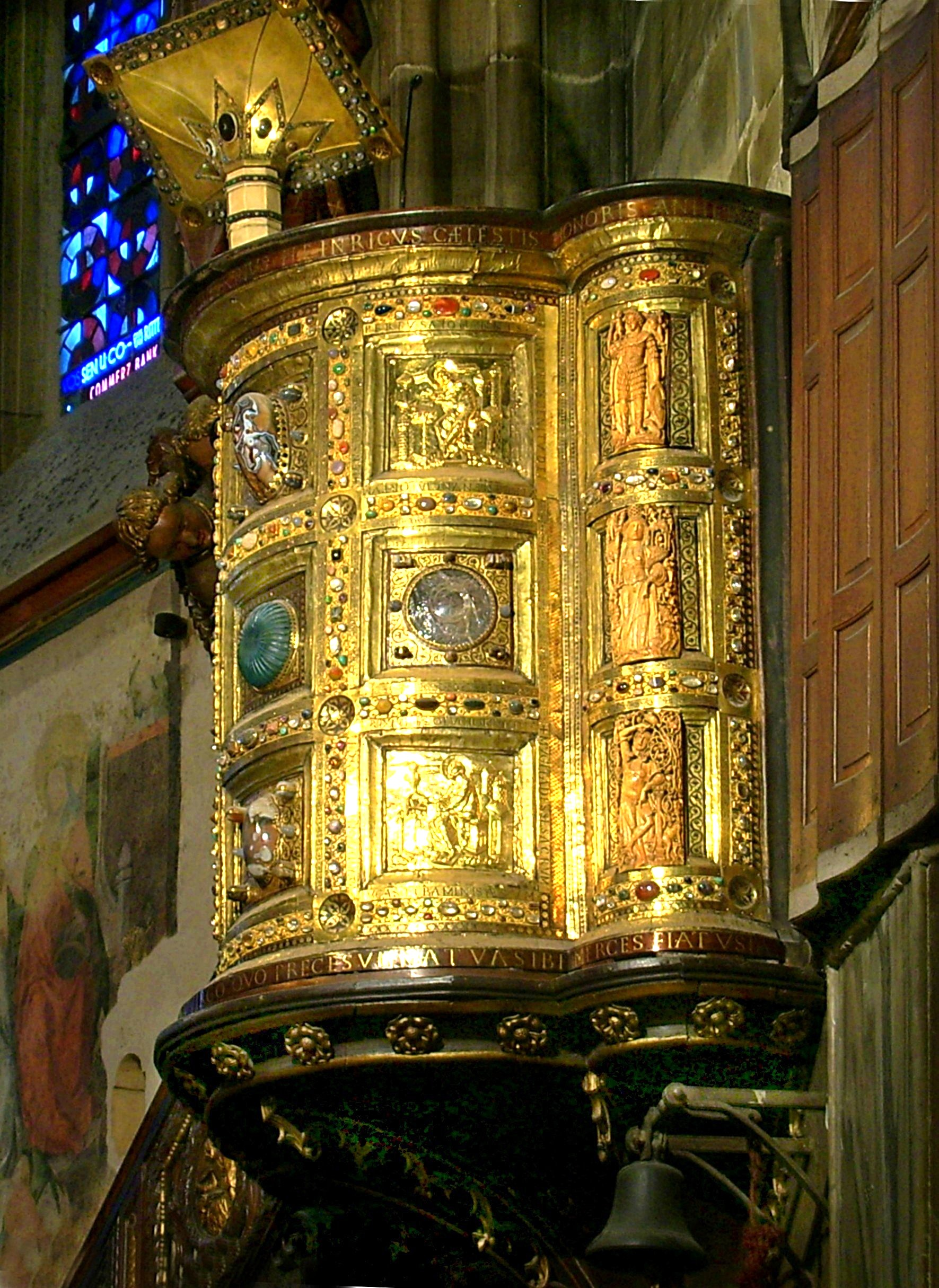
Кафедра Генриха II в соборе Ахена, Германия. 1014

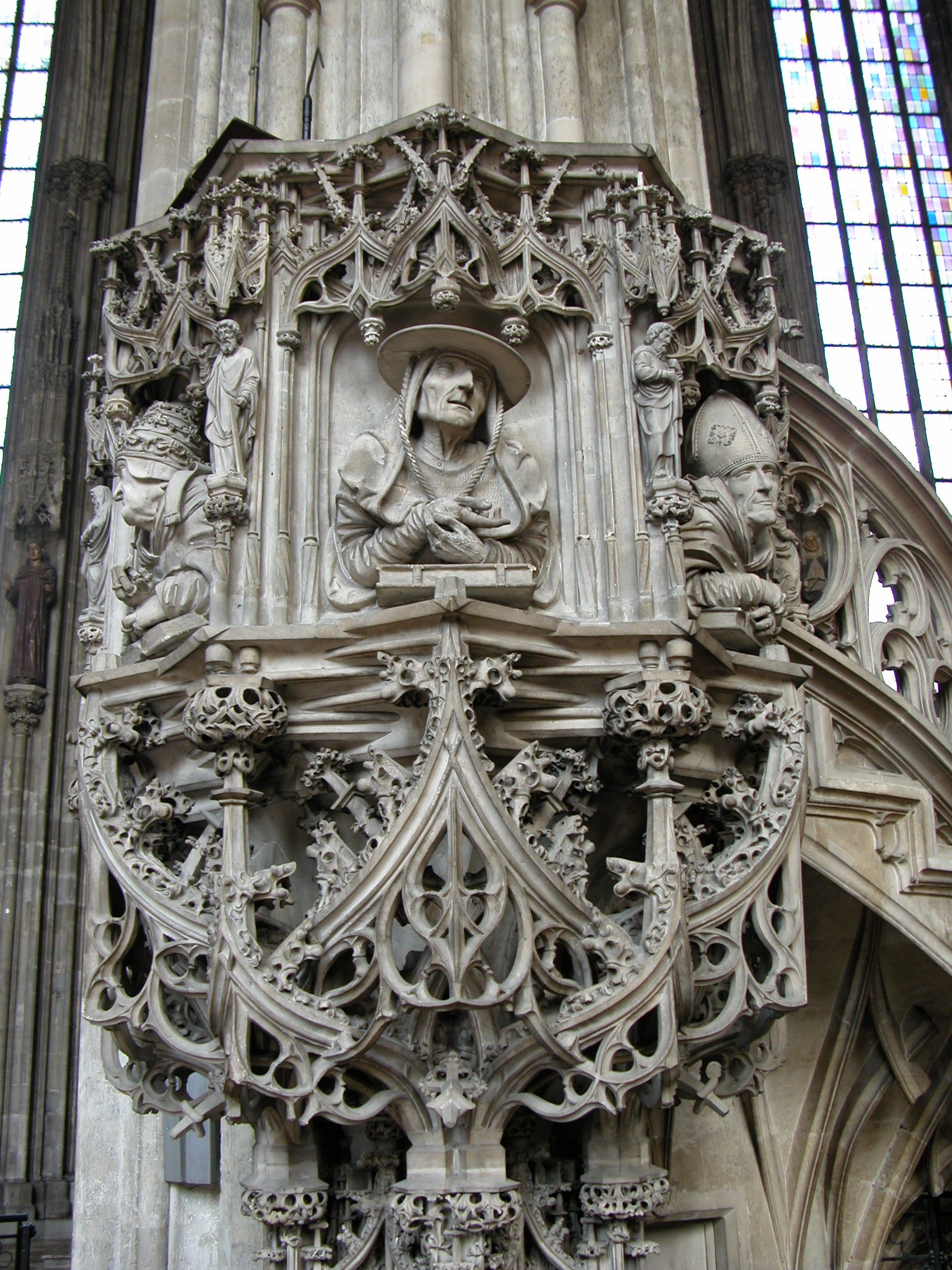
Кафедра Собора Святого Стефана, Вена. 1515. Скульптор А. Пильграм

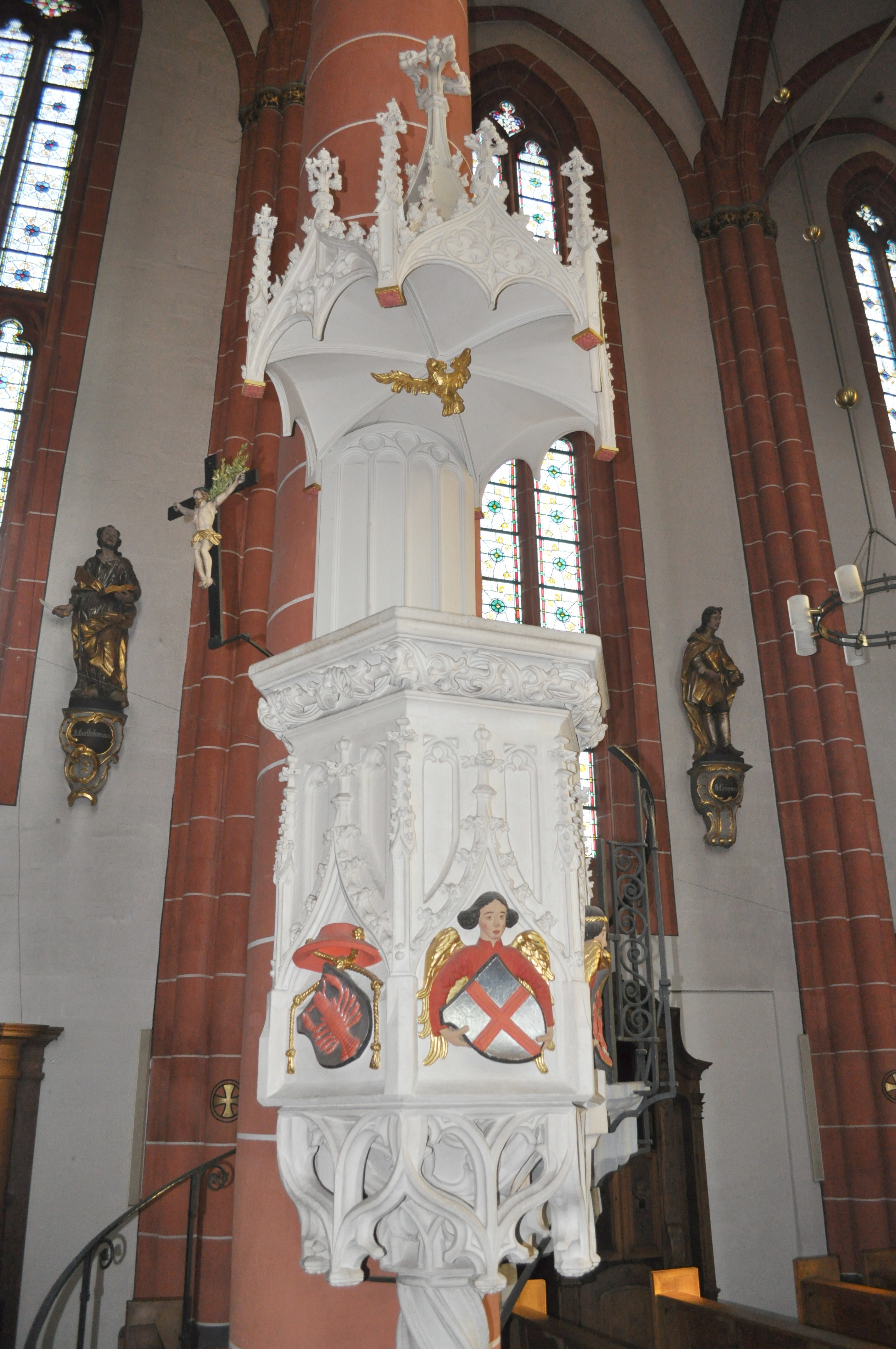
Кафедра собора Святого Вендела. 1462. Санкт-Вендель, Саар, Германия

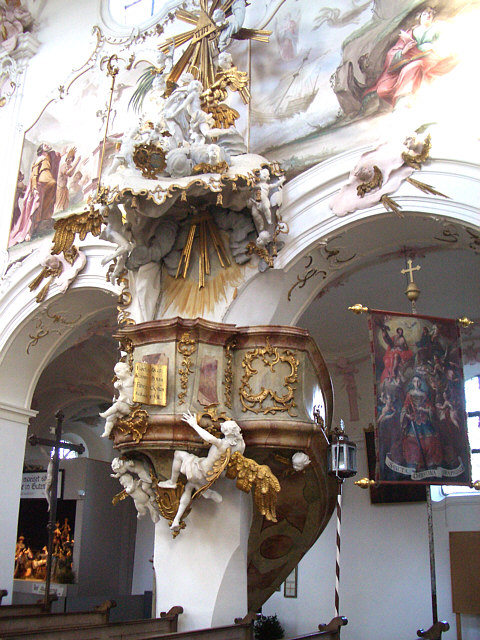
Кафедра монастырской церкви в Гутенцелль-Хюрбель, Германия

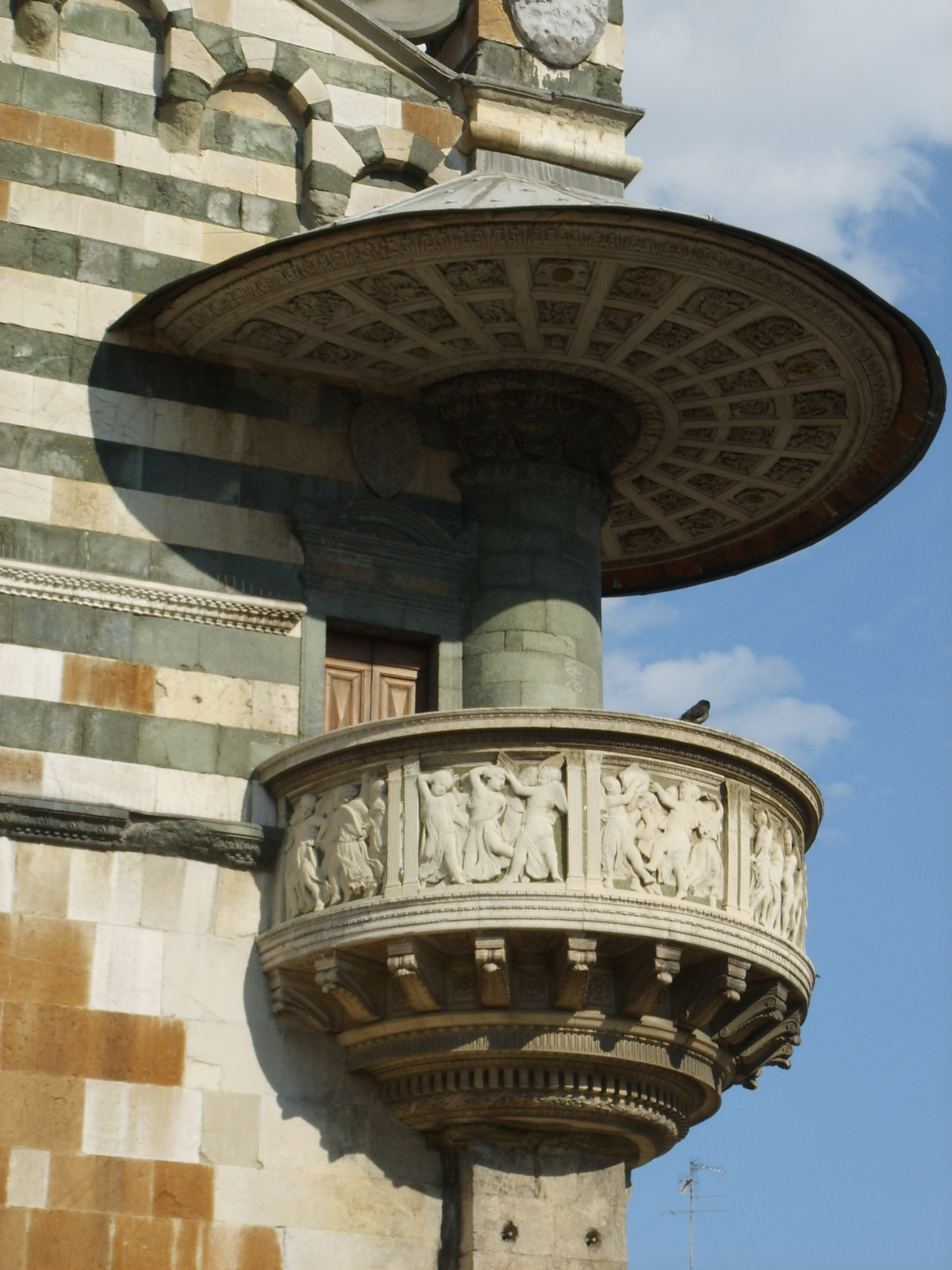
Наружная кафедра (пульпит) собора в Прато. Скульпторы Донателло и Микелоццо. 1428. Мрамор

Кафедра — трибуна, возвышенное место в церквях, синагогах и мечетях, с которого духовное лицо читает проповедь.

## Кафедра в христианских церквях
Название происходит от латинского „cancelli“ (решётка). Во времена раннего христианства для проповеди использовался амвон, располагавшийся возле решётки, отделявшей хор от прихожан.
Кафедра как место исповедания была изобретена в XIII столетии. Чем более увеличивалась вместимость кафедрального собора и чем большее значение придавалось проповеди, тем выше располагали кафедру и тем большее значение придавалось её архитектуре и украшению рельефами, скульптурой, позолотой. Основные части кафедры —  изукрашенный, оснащённый пюпитром корпус, в большинстве случаев с восьмигранным фундаментом, спиральной лестницей и навесом — балдахином (аба-вуа).
Расположение кафедры в церкви могло быть различным, важную роль играли соображения акустики. Обычно кафедру размещали в передней трети или середине церкви, на колонне или между двух колонн, в небольших церквях на боковой стене, чаще на южной. Напротив кафедры на другой стене нередко можно увидеть большое скульптурное изображение Распятия. На кафедрах над пюпитром располагали небольшую скульптурку голубя — символ Святого Духа, евангелиста Иоанна и Божественного Слова (Логоса).
После Реформации значение проповеди возросло и в храмах стали строить дорогие, богато оформленные кафедры. В евангелических церквях времён барокко появились кафедральные алтари: кафедра размещается на передней стене над алтарем  и образует с ним единую конструкцию, что символизирует равноценность Таинства и Слова.
Строительным материалом служит дерево или камень. Украшения вырезаны из дерева, выбиты из камня или вылеплены стукко (гипсом). На корпусе кафедры  изображаются евангелисты или фигуры четырёх Учителей церкви: (Григорий Первый, Амвросий Медиоланский, Аврелий Августин и Иероним Стридонский). Кафедру венчают изображение Иисуса Христа или символы Страстей; во времена барокко фигуру Христа заменяет образ Святого Архангела Михаила, побеждающего Сатану в виде крылатого дракона.
В католичестве кафедры в наше время практически не используются. Это связано с реформой второго Ватиканского собора, изменившего порядок проведения служб.
В России кафедры появились в эпоху Петра I. До сих пор сохранились резные проповеднические кафедры в Петропавловском соборе в Санкт-Петербурге, Преображенском соборе в Таллинне, Успенском соборе в Смоленске и других храмах России и Ближнего зарубежья. Сооружение кафедр прекратилось в первой трети XIX века. Ныне они не используются по назначению. В современной традиции Русской православной церкви проповеди произносятся с амвона.

## Кафедра в мечетях
Минбар — кафедра в соборной мечети, с которой имам читает пятничную проповедь.